# Hidrociklon
Hidrociklon je vrsta pjeskolova; uređaj koji uzrokuje centrifugalno razdvajanje materija sadržanih u tekućini kojom je napunjen. Te materije mogu biti čvrste čestice, mjehurići plina ili druge nemješljive tekućine. Hidrociklon obavlja razdvajanje čvrste materije u pogonskoj tekućini zbog razlike u veličini i obliku čvrste materije, a u slučaju dviju čvrstih materija u pogonskoj tekućini, one se mogu razdvajati i zbog razlike u gustoći. Hidrociklon je mirujuća cilindrično – konusna naprava, u kojoj se uvođenjem suspenzije pod određenim tlakom, stvara centrifugalno vrtloženje, što je glavni uzrok razdvajanja raspršene otopine u uvjetima centrifugalnog polja. Stupanj iskorištenja razdvajanja raste s povećanjem razrijeđenosti suspenzije na ulazu u hidrociklon, ali i s manjim udjelom čvrstih čestica u suspenziji.

## Primjena

### Rudarstvo
Usprkos razvoju novih tehnologija, hidrociklon je još uvijek najrašireniji uređaj za razdvajanje i koncentraciju mineralnih sirovina (ruda), zbog velikog učinka (kapaciteta), potrebe za malim prostorom, jednostavne konstrukcije i jednostavnosti održavanja. 

### Naftna industrija
Hidrociklon se koristi i na naftnim bušotinama za razdvajanje nafte, vode i plina, prvenstveno ako je u nafti velika količina otopljenih plinova. Koristi se za sigurno izdvajanje kapljica većih od 100 μm, a ako su odgovarajuće projektirani njima se mogu ukloniti i čestice veličine 5 μm. Zbog male veličine i mase često se hidrocikloni koriste na platformama. Nedostatak ovih razdvajača (separatora) je to što zahtijevaju točno određenu obradu i brzinu smjese, jer u suprotnom dolazi do smanjenja učinkovitosti uređaja.

### Šećerana
U tehnološkom postupku čišćenja difuznog soka u šećerani upotrebljavaju se produkti toplinske razgradnje kamena vapnenca (CaCO3) i to: pečeno vapno (CaO) u obliku vapnenog mlijeka Ca(OH)2, te saturacijski (karbonatni) plin (CO2). Kvaliteta vapnenca je vrlo važna za učinkovit proces proizvodnje pečenog vapna (CaO) i saturacijskog plina (CO2). Nakon potpale vapnenih peći određuju se daljnji postupci za postizanje normalnog rada vapnenih peći.
Kamen sa skladišta odlazi na separaciju (odvajanje) gdje se odvoji sitnija granulacija, zatim u spremnik kamena, a iz spremnika na vagu. Isti se postupak odnosi i na koks, ali bez separacije. Izvagani kamen i koks se miješaju na traci i tom se smjesom pune obje vapnene peći. Pečenjem se dobije pečeno vapno (CaO) i saturacijski plin (CO2). Saturacijski plin se odvodi na praonik plina, gdje se odvajaju mehaničke nečistoće (pepeo), a potom kompresori odvlače plin u karbonatere na stanicu čišćenja. Pečeno vapno se ispušta iz obje peći na traku i diže u spremnik pečenog vapna. Iz spremnika se pečeno vapno ispušta u Mick uređaje, gdje se otapa s ohlađenom barometrijskom vodom, vapnenom vodicom ili sladom. Nakon dobivanja suspenzije gustoće 22 Bë, koja se naziva vapneno mlijeko Ca(OH)2, ista ide dalje na proces pročišćavanja. Pročišćavanje je potrebno kako bi se iz vapnenog mlijeka uklonile mehaničke nečistoće (pijesak i šljunak i neotopljeni komadići pečenog vapna). Pročišćavanje započinje na separatorima, gdje se sitima uklanjaju krupnije mehaničke nečistoće. Takvo očišćeno vapneno mlijeko ide u zrionike (I i II). Iz zrionika vapneno mlijeko preko spremnika i crpki odlazi na hidrociklone gdje se uklanja pijesak. Odvojeni pijesak i ostale mehaničke nečistoće se na klasireru odvoje od vapnene vodice, koju zatim vraćamo nazad preko rezervoara za Mick uređaje ponovo u postupak. Pročišćeno vapneno mlijeko, gustoće oko (22 Bë) iz hidrociklona ide u zrionik (II) u cilju dobivanja što kvalitetnijeg vapnenog mlijeka, odakle se crpkama odvodi u pogon na stanicu čišćenja.